# Клаус Майне
Клаус Майне (нім. Klaus Meine; нар. 25 травня 1948, Ганновер) — вокаліст німецького рок-гурту Scorpions. Його ім'я займає поважні місця у топ-списках найкращих вокалістів історії.

## Життєпис
Народився 25 травня 1948 року у місті Ганновер, у сім'ї звичайних робочих людей Ерни та Хуго Майне. В 6 років Клаус пішов до школи, закінчив її з відзнакою у 1964 році. Згодом закінчив Ганноверський дизайнерський коледж, отримавши спеціальність декоратора. Клаус ще змалку мав дуже сильну пристрасть до співу, то ж це залишалося його хобі.
Згодом Клаус познайомився з людиною, яка стане його найкращим другом на все його майбутнє життя — Рудольфом Шенкером. Рудольф сказав Клаусу, що збирає власний гурт, але Клаус чомусь не надав цьому великого значення. Ще пізніше, Клаус познайомився з молодшим братом Рудольфа — Міхаелем, якому на той час було 14 років. До гурту Міхаеля Клаус приєднався, бо не міг бачити страждання хлопця, який не міг знайти собі вокал. Одразу після вступу Клауса, гурт Міхаеля під назвою Copernicus, став «набирати оберти». Але на жаль через гарячий темперамент Міхаеля, басист і ударник Copernicus залишили гурт. Почувши про це, Рудольф вирішив ще раз запропонувати Клаусові місце вокаліста, і тепер він, не вагаючись, погодився. Клаус приєднався до гурту, поставивши Рудольфові умову, що разом із ним приєднається і Міхаель, який вже навіть написав власну пісню. Назва цієї пісні — In Search of Piece Of Mind. Вона увійшла до першого альбому Scorpions Lonesome Crow.
Так утворився «кістяк» групи Scorpions — Шенкер-Майне. Згодом до нього увійде і Маттіас Ябс. Клаус працює і гастролює разом із Scorpions, пише тексти, музику пишуть Рудольф з Улі Ротом. Все, здавалося, йшло добре, та 1980 одного дня Клаус не зміг взяти високої ноти. Спочатку він подумав, що це звичайна застуда, та коли голос геть зник, вирішив звернутися до лікаря. Після короткого огляду, був поставлений попередній діагноз — грибок на голосових зв'язках. Клауса могла врятувати тільки операція, та «навряд чи хто-небудь зможе повернути йому голос». Після тривалої реабілітації Клаус, нарешті зміг розмовляти, але його голосу ніхто не впізнавав. Клаус сказав Рудольфові, щоб той починав шукати іншого вокаліста, бо усвідомлював, що його кар'єра співака скінчилася. Але Рудольф не бажав залишати найкращого друга в біді і мобілізувавши всі свої контакти, знайшов Клаусові тренера з вокалу, спеціаліста з реабілітації голосу.
Клаус тренувався день і ніч протягом року, й це дало приголомшливі результати. 1982 року був записаний перший альбом з «новим» голосом Клауса — «Blackout». Альбом здобув надзвичайну популярність.
В інтерв'ю з гуртом у квітні 2014 року Майне сказав про своє рідне місто: «Ганновер - це просто класне місто». Коли його запитали, чи планував найуспішніший німецький рок-гурт коли-небудь переїзд, Майне відповів, що такі плани були у 80-х роках. Однак, зрештою, гурт не наважився переїхати до США через свої сім'ї. Ганновер - це гарний притулок, де «я можу знову заземлитися від усього рок-н-рольного божевілля між приватними літаками та охоронцями».

## Громадянська позиція

### Україна
В лютому 2023 року Клаус Майне заявив, що всі росіяни винні в війні Росії проти України.
|                                                                 | «Чи існує таке поняття, як спільна провина? Німці під час Другої Світової напали на півсвіту. І ми, коли дорослішали, відчували спільну провину. Для нас було зрозуміло, що на кожному німцеві є частина вини за Другу світову війну. Німці були переможеними у тій війні, і потім крок за кроком почало з’ясовуватися, що тоді відбулося: Голокост і всі ті жахливі речі, це все поставило на нашу країну клеймо спільної провини. Я бажав би, щоб люди в росії зрозуміли, що зараз відбувається, і самі вивели відчуття власної відповідальності за те, що невинні люди гинуть, отримують поранення, втрачають домівку. Є різні соціологічні дослідження, скільки росіян підтримують війну. Я б дуже хотів сказати, що не всі росіяни винні, але боюся, що це не так. І ще я б дуже хотів, аби росіяни усвідомили, яку відповідальність вони несуть». |
| — Клаус Майне, https://www.youtube.com/watch?v=NtQ__yTRKSY&t=2s | |

## Особисте життя
Одружений з 1977 року з Габі Майне (1955 р.н.). Має сина Крістіана (р. 1985).

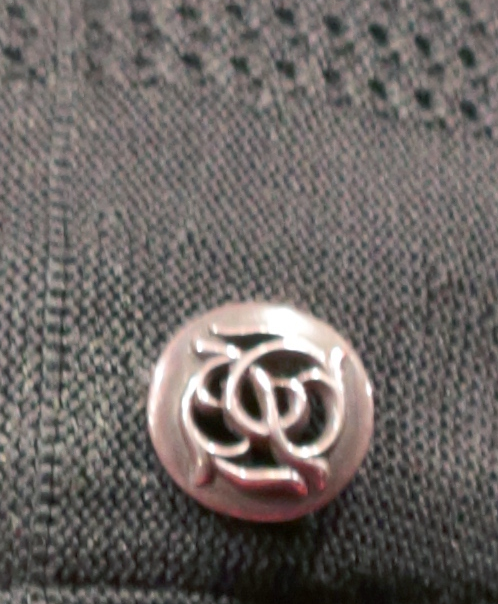
Кокарда на береті Клауса Майне

Захоплюється футболом, тенісом (одного разу озвучував думку стати тренером з тенісу в разі відходу з музики).
Вболіває за німецький клуб «Ганновер 96».
На сцені протягом багатьох років носить берет із кокардою, встановленою зліва від центру.